# Gołubie
Gołubie (dodatkowa nazwa w języku kaszub. Golëbie, niem. Gollubien) – wieś letniskowa w Polsce, położona w województwie pomorskim, w powiecie kartuskim, w gminie Stężyca, na Kaszubach, na terenie Kaszubskiego Parku Krajobrazowego, nad Jeziorem Dąbrowskim. 
| SIMC    | Nazwa   | Rodzaj    |
| ------- | ------- | --------- |
| 0173752 | Mestwin | część wsi |

Gołubie 31 grudnia 2014 r. miało 1110 stałych mieszkańców, z których 1100 mieszkało w głównej części miejscowości.
Wieś jest siedzibą sołectwa Gołubie, w którego skład wchodzą również część śródleśna Mestwin. 
Gołubie znajduje się na trasie dawnej magistrali węglowej tzw. „Francuskiej” Maksymilianowo-Kościerzyna-Gdynia (stacja kolejowa PKP Gołubie Kaszubskie - kilka połączeń dziennych z Gdynią i Kościerzyną). Na północ, nad jeziorem Zamkowisko pozostałości grodziska. 
W niewielkiej odległości znajduje się Jeziorem Patulskim przy szlaku wodnym „Kółko Raduńskie” i na turystycznym szlaku Wzgórz Szymbarskich. 
Wieś znajduje się przy Jeziorze Dąbrowskim, które leży na wysokości 166,3 m n.p.m.
Gołubie jest miejscem corocznie odwiedzanym przez harcerzy (okres wakacyjny). Na terenie Gołubia znajduje się wiele ośrodków wypoczynkowych, gospodarstwa agroturystyczne oraz harcerska stanica obozowa ZHP nad jeziorem Dąbrowskim. 
Znajdował się tu pomnik poświęcony działaczowi ruchu oporu Józefowi Dambkowi, rozebrany 8 września 2007 przez Leszka Trojanowskiego.
W latach 1954–1961 wieś należała i była siedzibą władz gromady Gołubie. W latach 1975–1998 miejscowość administracyjnie należała do województwa gdańskiego.
We wsi znajduje się Gołubieński Ogród Botaniczny o powierzchni 2,12 ha, gdzie zgromadzono kolekcję roślin liczącą ok. 3500 gatunków i odmian (w tym 140 gatunków prawnie chronionych).

## Nazwa miejscowości
Nazwa od pierwszych zapisów w XIII wieku brzmiała Golubie (zapis Golube) i jedynie w XVI i XVII w. przybierała rodzaj żeński ta Golub albo ta Golubia. Niemcy przekształcili ją w postać l. mnogiej Gollubien.
Gołubie jest nazwą dzierżawczą i pochodzi od założyciela bądź właściciela wsi Goluba. Jest to skrócona forma imienia dwuczłonowego Gościlub. Oryginalnie poprawną formą jest więc Golubie (patrz rodzima nazwa kaszubska Golëbie) z "l" a nie z "ł". Postać Gołubie upowszechniła się po ostatniej wojnie na zasadzie hiperpoprawności w trosce o polskie brzmienie nazwy. W  Słowniku geograficznym Królestwa Polskiego wydawanym u schyłku XIX w. wieś występuje jeszcze jako Golubie (przez l). W głosce "l" dopatrywano się wpływów niemieckich (faktycznych czy wydumanych) i żeby je wyeliminować do oficjalnego użytku weszła nazwa z "ł", w tej chwili już całkowicie powszechna i akceptowalna. Dla porównania nazwa miasta Golub (Dobrzyń) nad Drwęcą, pochodząca od tego samego imienia Gościlub, pozostała przy oryginalnym "l".
Podczas II wojny światowej Niemcy, bez żadnych podstaw źródłowych, zniekształcili nazwę na bliższą ich uchu, mającą ukryć słowiański rdzeń - Golben.

## Historia miejscowości
W roku 1260 książę Sambor II zapisał wieś cystersom z Doberanu, którzy wówczas zakładali klasztor w Pogódkach, wkrótce przeniesiony do Pelplina. Jednak już w roku 1284 znalazła się wraz z całym tzw. okręgiem Pirsna, w zapisie księcia pomorskiego Mestwina II na rzecz Gertrudy, córki Sambora II. Status wsi pozostawał jednak przez lata sporny, roszczenia swe zgłaszali również prywatni właściciele, by ostatecznie, u schyłku panowania krzyżackiego, w roku 1432, stać się własnością klasztoru w Kartuzach.
Od 1466 r w województwie pomorskim I Rzeczpospolitej.
Od roku 1772 w granicach Królestwa Prus.
Na koniec 1892 r. Gołubie liczyło 352 mieszkańców. 322 Kaszubów (310 katolików i 11 ewangelików) oraz 31 Niemców ewangelików.
W roku 1913 znacznymi właścicielami ziemskimi w Gołubiu byli: Johann Deivuk (Dzionk), Josef Dominiczak, Ferdinand Frankenstein i Josef Mionskowski. Karczmę, łącznie ze sklepem kolonialno-spożywczym, prowadził von Zmuda Trzebiatowski. Właścicielem młyna był Emil Toelske. Kowalem był F. Hondrich, a rybactwem trudnił się Ziegert. 
Od 1920 r., z przerwą na lata II wojny światowej, w granicach Polski.

## Przypisy

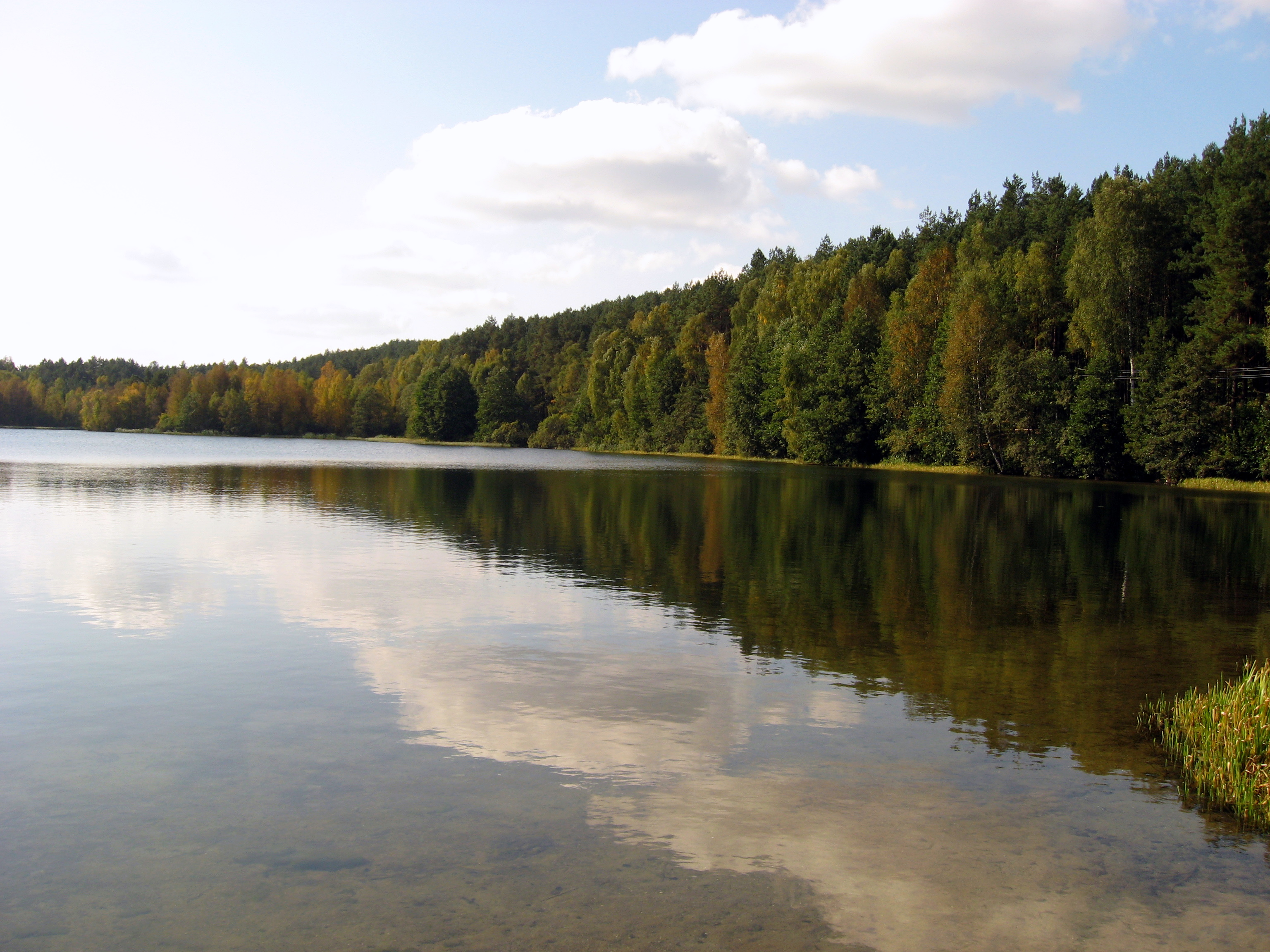
Jezioro Dąbrowskie w Gołubiu